# Novembre 2008 en France
Chronologie de la France
- 2004
- 2005
- 2006
- 2007
- 2008
- 2009
- 2010
- 2011
- 2012

Janvier - Février - Mars - Avril - Mai - Juin - Juillet - Août - Septembre - Octobre - Novembre - Décembre 2008
2006 - 2007 - 2008 dans les DOM-TOM français - 2009 - 2010
2006 par pays en Europe - 2007 par pays en Europe - 2008 par pays en Europe - 2009 par pays en Europe - 2010 par pays en Europe 

## Chronologie

### Samedi1ernovembre
Politique
- L'Assemblée nationale examine le budget de financement de la Sécurité sociale. Elle autorise les salariés à prolonger leur activité au-delà de 65 ans, « dans la limite de cinq années »[1]. Selon le ministre du Travail, Xavier Bertrand : « Il fallait mettre un terme aux règles aberrantes qui interdisaient aux salariés de travailler après 65 ans. [...] Cet amendement obéit à deux principes: laisser les Français choisir, et laisser les Français travailler. [...] dès 60 ans, un salarié qui aura une carrière complète pourra rester chez le même employeur et cumuler sa retraite avec son revenu. Par ailleurs, s'il décide de ne pas liquider ses droits à la retraite et de continuer à travailler, il aura 5 % de retraite en plus par année supplémentaire. ». Les syndicats craignent que cet amendement soit la porte ouverte à la retraite à 70 ans.
- Ségolène Royal, dans une interview au journal Le Parisien se dit « stupéfaite » d'entendre « certains socialistes vanter les vertus, en 2008, du modèle social-démocrate car c'est un modèle périmé [...] Il faut un État préventif qui change les rapports de force et non pas, comme dans la social-démocratie un État secouriste qui ne remet pas en cause le système. »

Faits divers
- Un nouvel incident de caténaire survenu vers 17H30 à la hauteur de Marcoussis en région parisienne provoque l'arrêt de la totalité des circulations sur les deux voies de la ligne à grande vitesse qui dessert la façade Atlantique. Une cinquantaine de TGV Atlantique ont été affectés, certains par des retards atteignant six heures. La SNCF estime à 400 millions d'euros sur quatre ans les investissements nécessaires pour rénover les caténaires du réseau ferroviaire, dont certaines sont particulièrement usées. Le secrétaire d'État chargé des Transports, Dominique Bussereau déclare : « L'incident caténaire de ce samedi 1er novembre à Marcoussis est l'incident de trop. Des perturbations qui pénalisent lourdement les passagers sont inacceptables ».
- 2 941 kilos de cannabis saisies par les douanes lors d'un contrôle inopiné sur un camion venant d'Espagne, dans la nuit du 31 octobre au 1er novembre, au péage de Reventin (Isère) sur l'autoroute A7.

### Dimanche 2 novembre
Sport
- Le Finlandais Mikko Hirvonen sur Ford Focus remporte le rallye du Japon du championnat du monde WRC 2008. Troisième de la course, le Français Sébastien Loeb sur Citroën C4 est assuré de remporter son 5e titre de champion du monde consécutif.

### Lundi 3 novembre
Politique
- La Cour des comptes de la République estime dans un « audit confidentiel », réalisé à la demande du président de l'Assemblée nationale, Bernard Accoyer, que la gestion du budget de l'Assemblée nationale présente des dépenses jugées excessives — budget en hausse constante depuis dix ans, frais de personnel trop lourds, travaux plus coûteux de prévu, cagnotte mal gérée, politique d'achat approximative —, et préconise de meilleures pratiques.
- Un Français travaillant pour la petite ONG humanitaire nommée Solidarité laïque a été enlevé dans les rues de Kaboul par trois hommes armés. Un Afghan travaillant pour les services de renseignement qui avait tenté de s'interposer, a été tué.

Fait divers
- Un « incident » sur deux lignes à très haute tension de 400 000 volts reliant Marseille à Nice est à l'origine d'une coupure d'alimentation électrique, touchant les départements des Alpes-Maritimes, du Var et d'une partie des Bouches-du-Rhône.
- L'incident sur la ligne TGV de l'Ouest serait dû à un acte de malveillance; six cartouches de chasse ont été retrouvées près de la caténaire endommagée.

Sport
- Le Français Jo-Wilfried Tsonga est vainqueur de son premier grand tournoi, en battant l'Argentin David Nalbandian en finale du tournoi de Bercy (6-3, 4-6, 6-4). Cette victoire lui permet d'accéder à la septième place mondiale et lui ouvre la porte des Masters mondiaux de tennis qui débutent dimanche à Shanghai.
- L'Espagnol Rafael Nadal, no 1 mondial de tennis, déclare forfait pour les Masters mondiaux, ce qui permet au Français Gilles Simon, 9e mondial d'y participer.

### Mardi 4 novembre
Politique
- Selon le journaliste Jacques Thomet[2] ancien journaliste de l'AFP à Bogota, la France s'est compromise avec les Farc dans le cadre des négociations pour la libération d'Íngrid Betancourt, une « affaire pas vraiment glorieuse pour les autorités françaises ».

### Jeudi 6 novembre
Politique
- Parti socialiste :
  - Congrès du PS. La motion de Ségolène Royal est arrivée première avec 29,12 % des voix, contre 25 % pour celle de Bertrand Delanoë, 25 % pour celle de Martine Aubry et 19,1 % pour celle de Benoît Hamon. Les négociations commencent pour trouver une majorité.
  - Les députés Jean-Luc Mélenchon et Marc Dolez annoncent leur départ du PS pour fonder un nouveau parti.
- Le cardinal André Vingt-Trois, archevêque de Paris et président de la Conférence des évêques de France (CEF), interviewé à Lourdes par Radio Notre-Dame en marge de l'assemblée plénière de la CEF sur le rôle des femmes dans la célébration des offices, déclare : « Le plus difficile, c'est d'avoir des femmes qui soient formées. Le tout n'est pas d'avoir une jupe, c'est d'avoir quelque chose dans la tête ». Ces propos soulèvent une polémique.

Économie
- Conformément à l'accord industriel du 12 juin 2008, l'État français via le Fonds stratégique d'investissement entre au capital des anciens Chantiers de l'Atlantique[3], situés à Saint-Nazaire, devenu STX France, à hauteur de 33,34 % par une augmentation réservée de capital de 110 millions d'euros. Par ailleurs Alstom conserve sa part de 16,65 %.

Société

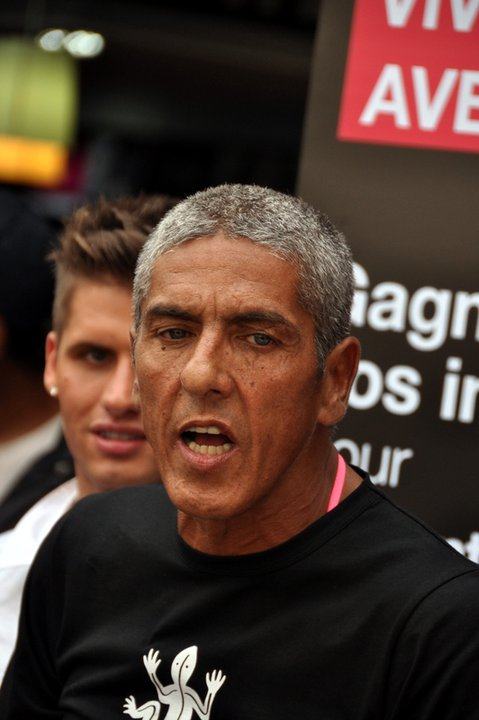
Samy Naceri.

- Le philosophe Jean-Luc Marion est élu à l'Académie française au fauteuil du cardinal Jean-Marie Lustiger (1926-2007).

Faits divers
- L'acteur Samy Naceri (47 ans) est condamné à six mois de prison ferme et 7 500 euros d'amende pour avoir renversé « accidentellement », en octobre à Paris, une femme policier à bord d'une voiture qu'il manœuvrait sans permis. Il s'était dans un premier temps présenté sous l'identité de son frère aîné avant d'être reconnu par les policiers.

### Samedi 8 novembre
- Arrestation d'un deuxième groupe de jeunes radicaux soupçonnés des destructions de caténaires de voies ferrées. Ils sont présentés par le ministère de l'Intérieur comme faisant partie de l'« ultragauche, mouvance anarcho-autonome ».

### Dimanche 9 novembre
Politique
- Publication du sondage Viavoice pour "Libération" qui indique une forte hausse de la cote de confiance de Nicolas Sarkozy (48 % d'opinions positives) et de François Fillon (54 % d'opinions positives).

Sport
- Départ de la course Vendée-Globe, course en solitaire à la voile autour du monde sans escale et sans assistance. Le Suisse Bernard Stamm est contraint de rebrousser chemin quelques heures après le départ à la suite d'une collision avec un bateau de pêche, à 120 km des Sables-d'Olonne.

### Lundi 10 novembre
- Lundi 10 novembre 2008 : Mort en Italie de la chanteuse Miriam Makeba (76 ans), voix légendaire du continent africain et mondialement connue comme "Mama Africa", victime d'une crise cardiaque. Commandeur des Arts et des Lettres en 1985, elle  avait obtenu la nationalité française en 1990.

### Mardi 11 novembre
- 90e anniversaire de l'Armistice de 1918, mettant fin à la Première Guerre mondiale. Célébration solennelle à Douaumont en présence du prince de Galles, du grand-duc de Luxembourg, et du président du parlement européen l'Allemand Hans-Gert Pöttering. Le président Nicolas Sarkozy procède à la réhabilitation politique et morale des quelque 600 soldats fusillés pour refus d'obéissance, désertion ou mutinerie.
- Début de l'Affaire de Tarnac avec l'arrestation de Julien Coupat et neuf autres personnes dans le cadre de l'enquête sur le sabotage de lignes de TGV du 8 novembre 2008.

### Mercredi 12 novembre
Politique
- L'UMP propose de « créer un crédit hypothécaire mixte pour aider les plus modestes et les classes moyennes à devenir propriétaires ».

Faits divers
- Une explosion qui s'est produite lors de la confection d'une bombe artisanale, dans une chambre de résidence universitaire à Montpellier, fait six blessés dont deux graves. Deux personnes sont recherchées.

### Jeudi 13 novembre
Politique
- 700 éleveurs ovins manifestent à Paris pour la défense de leur filière jugeant insuffisantes les mesures prises. Ils doivent faire face à une épidémie de fièvre catarrhale, à l'envolée de leur charges (énergie, alimentation animale...) et à des importations massives de moutons en provenance de l'hémisphère sud.
- 20 000 cheminots selon les syndicats, venus d'une douzaine de pays d'Europe manifestent dans les rues de Paris à l'appel de la section ferroviaire de la Fédération européenne des transports (ETF), pour protester contre la libéralisation ferroviaire.

### Vendredi 14 novembre
Politique
- Le secrétaire d'État aux Affaires européennes, Jean-Pierre Jouyet, nommé à la présidence de l'Autorité des marchés financiers, quittera le gouvernement le 15 décembre prochain.
- Ouverture du congrès du Parti socialiste à Reims jusqu'à dimanche.
- Les élus UMP annoncent qu'ils publieront en mars un document commun sous forme de « livre noir » remettant en cause la gestion des municipalités socialistes, qu'ils jugent « trop électoralistes et sectaires » avec en ligne de mire « l'explosion de la fiscalité »[4].

Faits divers
- Selon un rapport des services de sécurité de la SNCF, quelque 27 000 actes de malveillance ont été commis l'an dernier au préjudice du Réseau ferré de France (sabotage intentionnel, vandalisme gratuit, vols en tout genre)[5].

### Samedi 15 novembre
Politique
- Neuf membres d'un groupe d'extrême gauche soupçonné d'avoir provoqué plusieurs dégradations contre les lignes TGV ont été mis en examen pour faits terroristes. Cinq des suspects sont écrouées, dont leur chef présumé, placé en détention provisoire pour direction d'une structure à vocation terroriste[6].
- La grève des pilotes d'Air France, contre le relèvement à 65 ans de l'âge limite à partir duquel ils doivent cesser leur activité en vol, perturbe gravement le trafic aérien, jusqu'au 18 novembre.

Faits divers
- Dans le cadre de l'enquête sur le disparition de trois jeunes prostituées et le viol d'une quatrième à Marseille, la police arrête un suspect de 51 ans, ancien repris de justice, condamné en mai 1993 par la cour d'assises du Var à 20 ans de détention pour vol avec arme, arrestation arbitraire accompagnée de torture et attentat à la pudeur, et libéré en juillet 2005[7].
- Mise en examen de cinq des jeunes radicaux anarchistes accusés des destructions des caténaires de voies ferrés. Les médias font état d'une nouvelle menace terroriste d'extrême gauche.

### Dimanche 16 novembre
Politique
- Fin du congrès du Parti socialiste à Reims. Les observateurs politiques parlent d'une « fiasco complet » et de « puzzle inextricable », le congrès pouvant se résumer à une question : pour ou contre Ségolène Royal [8]? François Hollande renonce à son ultime discours de premier secrétaire en déclarant : « Je ne veux pas ajouter de la commisération à l'imposture ».
- Vote des motions chez les Verts : 27,78 % pour la motion de Cécile Duflot, 25,28 % pour la motion de Jean-Louis Roumégas (proche de Dominique Voynet), 14,2 % pour la motion de Jean-Marc Brûlé et 6,2 % pour la motion de Bernard Jomier.

### Lundi 17 novembre
Politique
- La ministre de l'Économie et des finances, Christine Lagarde annonce le versement en avance de la prime de Noël. D'un montant de 220 € contre 152 € en 2007, elle sera versée vers le 20 novembre, soit un mois avant et serait aussi versée aux allocataires de l'Allocation spécifique de solidarité. La ministre annonce aussi que la France a connu pour lors des deux derniers trimestre une baisse consécutive des emplois laissant présager une nouvelle augmentation du chômage.
- L'Assemblée nationale vote le « plafonnement global des niches fiscales », c'est-à-dire le total des réductions d'impôt dont un contribuable riche peut bénéficier en cumulant des avantages fiscaux, soit un plafond des réductions d'impôt fixés à 10 % du revenu imposable, plus 25 000 euros[9].
- Greenpeace mène une opération surprise devant le ministère de l'Agriculture à Paris. 5 tonnes de thon rouge sont déversés devant les portes pour réclamer la fermeture de cette pêche et la protection des stocks, au moment où s'ouvre à Marrakech une réunion décisive de la Commission internationale pour la conservation des thonidés de l'Atlantique. Selon l'organisation, les stocks en Méditerranée auraient fondu de 80 % en vingt ans.
- Un important chef de l'ETA est arrêté dans les Hautes-Pyrénées, Miguel de Garikoïtz Asiazu Rubina dit Txeroki, chef présumé de l'appareil militaire, soupçonné d'être l'auteur des meurtres des deux gardes-civils espagnols à Capbreton le 1er décembre 2007.
- Le bureau exécutif du Front national annonce suspendre Carl Lang et Jean-Claude Martinez, alors qu'ils persistent à vouloir présenter des listes dissidentes aux élections européennes de 2009.
- Selon un sondage BVA, 59 % des Français souhaitent une autre personnalité que Ségolène Royal à la tête du Parti socialiste et 50 % pensent qu'elle ne ferait pas un bon premier secrétaire. Le maire de Paris, Bertrand Delanoë apporte son soutien à la candidature de Martine Aubry à la tête du parti. Élisabeth Guigou appelle les militants socialistes à « voter massivement » pour Martine Aubry lors du vote interne de jeudi. Pour Ségolène Royal, « le spectacle de Reims a été désolant [...] le signe que le PS doit changer [et] a perdu son code de l'honneur [...] c'est la dernière chance pour le PS de se rénover [face au] retour de ceux qui ne veulent pas passer la main à la nouvelle génération »[10].

Économie
- Le groupe Renault annonce une baisse de sa production mondiale de 25 % afin de limiter ses stocks et ceux de ses concessionnaires.
- Le ministère de l'Écologie dans le cadre du plan de développement des énergies renouvelables annonce d'ici 2011 la construction d'au moins une centrale solaire par région pour une puissance cumulée de 300 MW. À la fin juin 2008, la puissance installée du parc photovoltaïque français raccordé au réseau était de 18 MW en métropole.

Faits divers
- Le député UMP de Thionville, Jean-Marie Demange, s'est suicidé peu après avoir tué sa compagne, qui était sur le point de le quitter, avec un pistolet automatique.
- Ouverture du procès de 97 prévenus dans le cadre de l'affaire de mariages blancs franco-tunisiens en série célébrés entre 2000 et 2003. Les entremetteurs de ces mariages d'un jour mais également les épousées encourent des peines jusqu'à dix ans d'emprisonnement pour « aide au séjour irrégulier en bande organisée ». Certains d'entre eux, pour « complicité d'obtention indue de documents administratifs », risquent un an d'emprisonnement et deux autres risquent trois ans de prison pour « subornation de témoins ».
- Ouverture du procès en appel de cinq ex-détenus français de Guantanamo, condamnés en décembre 2007 à un an de prison en première instance, pour « association de malfaiteurs en relation avec une entreprise terroriste ». Les cinq prévenus sont absents de leur procès.
- Affaire Clearstream : L'ancien premier ministre Dominique de Villepin est renvoyé devant le tribunal correctionnel.

### Mardi 18 novembre
Politique
- Le ministre de l'Intérieur Michèle Alliot-Marie, en réponse au député UMP Arlette Grosskost déclare que les services de sécurité ont arrêté sur le territoire français 36 militants de l'ETA depuis le début de l'année. En 2007, l'organisation terroriste a commis en France en plus de 130 crimes et délits : vols de véhicules, vols d'armement, vols à main armée et assassinat des deux jeunes gardes civils espagnols à Cap-Breton. Cinquante de ses membres ont été arrêtés, quinze logements servant de planques ont été découverts et 700 kilos d'explosifs ont été récupérés.

- Le Sénat vote le projet de loi autorisant le report à 70 ans de l'âge limite de départ à la retraite pour les salariés volontaires. L'article 61 du projet de loi de financement de la Sécurité sociale (PLFSS) pour 2009, supprime la mise à la retraite d'office à 65 ans et permet aux salariés qui le désirent de travailler cinq années de plus « sous réserve d'en avoir préalablement manifesté l'intention auprès de leur employeur »[11].

- Parti socialiste :
  - Jack Lang appelle les militants à soutenir Martine Aubry dès le premier tour de l'élection du premier secrétaire du Parti socialiste, pour empêcher « les dérives à l'américaine » du parti.
  - Le député Harlem Désir, critique « l'obstination de Ségolène Royal à défendre » Georges Frêche, exclu du PS en février 2007 après avoir traité deux harkis de « sous-hommes » et s'être étonné que l'équipe de France de football compte « neuf blacks sur onze ».
  - Selon Benoît Hamon sur France 3 : « Le PS est tellement concentré sur son nombril qu’il devient indifférent à l’essentiel [dénonçant] une génération qui a vécu l’âge d’or de la gauche [...] il y a une sorte de venin qui coule dans le sang du PS, celui de la présidentielle ».

- La secrétaire générale du PCF Marie-George Buffet et Jean-Luc Mélenchon — en rupture avec le Parti socialiste et fondateur du nouveau Parti de gauche — annoncent vouloir constituer un « front commun contre l'Europe du Traité de Lisbonne » lors des prochaines élections européennes de 2009. Mélenchon veut aussi discuter avec le Nouveau Parti anticapitaliste (NPA) d'Olivier Besancenot, le Mouvement républicain et citoyen (MRC) de Jean-Pierre Chevènement et les Alternatifs (altermondialistes).

- Journée d'action de la fédération CGT de la santé pour dénoncer « la dégradation de la psychiatrie publique en France » et demander davantage de moyens et une meilleure formation des personnels.

- L'ensemble des grandes mairies socialistes (Paris, Lyon, Nantes, Montpellier...) annoncent qu'elles n'organiseront pas l'accueil des enfants, jeudi, lors de la prochaine grève générale des enseignants.

- Une pétition signée par 534 magistrats est remise à la ministre de la Justice, Rachida Dati pour lui demander des « excuses publiques » pour avoir envoyé en urgence une inspection judiciaire au tribunal de Metz, après le suicide d'un mineur dans la prison de Metz-Queleu.

- La mairie divers-droite de Marignane a fait procédé à l'enlèvement de la stèle célébrant les morts pour l'Algérie française située sur une parcelle du cimetière. L'Amicale pour la défense des intérêts moraux et matériels des anciens détenus et exilés politiques de l'Algérie française (Adimad) annonce un dépôt de plainte pour « voie de fait sur une propriété privée »[12].

Affaires
- Dans l'affaire Clearstream, les juges décident le renvoi de Dominique de Villepin et de quatre autres prévenus devant le tribunal correctionnel pour « complicité de dénonciation calomnieuse »[13]. Selon l'ordonnance, la responsabilité de l'ex-Premier ministre  s'étendrait à toute l'année 2004, à partir d'une réunion tenue le 9 janvier avec le général Philippe Rondot, un spécialiste du renseignement, et Jean-Louis Gergorin, ancien vice-président d'EADS. Il s'agirait d'une machination visant à déstabiliser Nicolas Sarkozy avec lequel il était en compétition dans la course à la présidentielle en l'accusant avec d'autres personnalités de posséder des comptes occultes à la chambre de compensation Clearstream. Dans ce but, de faux listings bancaires avaient été adressés de manière anonyme à la justice entre mai et octobre 2004.

Économie
- L'usine Michelin de Roanne (900 employés) annonce 3 semaines de chômage économique pour passer l'objectif de production de l'année 2008 de 4,5 millions à 4,03 millions de pneus haut de gamme et très haut de gamme.
- Le groupe Dassault annonce vouloir reprendre les 20,8 % de Thales détenu par Alcatel-Lucent pour 38 € par action.

Société
- La Cour d'Appel de Douai infirme l'annulation d'un mariage sous raison de la non virginité de la mariée musulmane [14]

### Mercredi 19 novembre
Politique
- L'UMP considère comme « profondément injustes » les attaques dont fait l'objet la garde des Sceaux, Rachida Dati, estimant qu'elle avait eu « le courage de faire les réformes que tous les ministres de la Justice, à droite comme à gauche, avaient fuies » : « Tout le monde voulait réformer la carte judiciaire mais personne ne voulait en prendre le risque : Rachida Dati a pris ce risque. L'avenir lui donnera raison ».
- Parti socialiste : 
  - Ségolène Royal présente son « contrat de gouvernance » du PS : université populaire, plan anti-crise, vaste campagne d'adhésions et une convention nationale sur la stratégie d'alliances.
  - Bertrand Delanoë affirme qu'il fera tout pour « maintenir l'unité de la motion A » qu'il a défendue au Congrès de Reims : « La motion A a encore beaucoup à donner, elle doit le faire en ayant le goût de son rassemblement ».

Affaires
- L'Allemagne a remis Rose Kabuye à la justice française qui l'a mise en examen pour « complicité d'assassinats en relation avec une entreprise terroriste » dans le cadre de l'enquête sur l'attentat contre le président Juvénal Habyarimana en 1994, point de départ du génocide qui a fait 800 000 morts. Cette extradition donne lieu à d'importantes manifestations au Rwanda.
- Une vaste opération des douanes de vingt pays mobilisant plusieurs centaines de douaniers a permis la saisie de 45 millions d’euros d’argent « sale » en instance de blanchiment. De nombreux porteurs de valises ont été arrêtés lors des contrôles dans les aéroports, les ports et sur les grands axes routiers européens.

Société
- La mairie de Paris décide de remunicipaliser la distribution de l'eau potable à partir de 2010. La distribution de l'eau à Paris est depuis 1984 déléguée à deux entreprises privées : Suez Environnement pour la rive gauche (28 000 compteurs collectifs) et Veolia pour la rive droite (65 000 compteurs collectifs).
- La secrétaire d'État à la Solidarité Valérie Létard[15] déclare que le "3919", numéro d'appel national destiné aux femmes victimes de violences conjugales, a reçu 60 000 appels durant les neuf premiers mois de l'année 2008 et que le plan triennal contre les violences faites au femmes a permis le recrutement de 50 familles d'accueil dans 20 départements pour recevoir « des femmes, avec ou sans enfants, ayant fui leur domicile dans l'urgence ou souhaitant s'éloigner pour réfléchir à leur avenir ».

### Jeudi 20 novembre
Politique
- Grève nationale dans l'enseignement. 
  - Le ministre de l'Éducation nationale Xavier Darcos mène une attaque médiatique contre les syndicats de l'éducation[16] et contre une partie des communes de gauche qui refusent d'organiser le service minimum d'accueil pour des raisons purement politiques[17].
  - Selon le ministère, le taux de grévistes serait de 33,39 % (écoles 48,6 %, collèges 24,41 %, LEG 19,42 %, LEP 15,48 %, non enseignants 10,13 %), alors que les syndicats revendiquent 50 % de participation globale dont 70 % dans les écoles.
  - Selon la police, 163 000 enseignants, étudiants et lycéens ont participé aux différentes manifestations dans toute la France, alors que les syndicats en annoncent au moins 220 000.
- Le controversé fichier Edwige est officiellement remplacé par le EDVIRSP (pour « exploitation documentation et valorisation de l'information relative à la sécurité publique ») qui exclut désormais le recueil de données concernant la santé ou la vie sexuelle ainsi que le fichage de personnalités exerçant un mandat ou jouant un rôle institutionnel, économique, social ou religieux « significatif »[18].
- Les syndicats agricoles français dénoncent le nouvel accord européen libéralisant la politique agricole commune aux dépens du modèle français d'aménagement des territoires, estimant selon la FNSEA que cet accord « symbolise la fin de la régulation des marchés [...] et peut avoir des conséquences graves pour les producteurs et les consommateurs ».
- L'Assemblée nationale adopte le projet de loi qui permettra, dès la fin 2008, aux ministres issus du Parlement -députés, sénateurs, députés européens- qui le désirent de retrouver automatiquement leur siège en quittant le gouvernement, sans passer par une élection partielle. L'Assemblée nationale vote  une proposition de loi PS sur la législation funéraire pour conférer un statut juridique aux cendres des personnes décédées et réduire le coût des obsèques.
- Parti socialiste : Premier tour de l'élection du premier secrétaire. Ségolène Royal obtient 42,45 %, Martine Aubry 34,73 % et Benoît Hamon 22,82 %. Ce dernier appelle à voter pour Martine Aubry au second tour. Martine Aubry est en tête à Paris et à Lille.

Économie
- Le président Nicolas Sarkozy lance un fonds souverain d'investissements stratégiques doté de 20 milliards d'euros. Parmi ses dirigeants on trouve Augustin de Romanet (conseil d'administration), Jean-François Dehecq (conseil d'orientation) et Patricia Barbizet (comité d'investissement). Selon le chef de l'État, la France n'a pas vocation à devenir « une réserve pour touristes » mais « continuer à être un pays où on construit des voitures, des bateaux, des trains et des avions » car « un pays qui n'a plus d'industrie, c'est un pays qui se prépare à laisser partir ses services ».
- Le groupe PSA (Peugeot-Citroën) annonce un plan de réduction d'effectifs portant sur 2 700 postes de travail dans tout le groupe, plus 850 postes à l'usine de Rennes.
- Le groupe Amora (condiments) annonce la fermeture de trois usines dont l'usine historique de Dijon et la suppression de 296 postes de travail. Pour le sénateur-maire (PS) de Dijon, François Rebsamen : « Il faut qu'Unilever nous explique sa stratégie qui consiste à fermer une entreprise qui fait 22 millions d'euros de bénéfice à l'année ».
- Bernard Tapie annonce son retour dans les affaires avec la création d'un « fonds de placement pour entreprises à la peine »[19]. Ex-ministre de la Ville du président François Mitterrand, acteur de théâtre et de télévision, il avait défrayé la chronique financière dans les années 1980 lorsqu'il avait fait du rachat d'entreprises en difficulté sa spécialité. En quelques années, il avait repris une cinquantaine.

Culture
- Simone Veil est élue par 22 voix sur 29 à l'Académie française au fauteuil de Pierre Messmer.

Régions
- Le projet de budget 2009 pour la région Île-de-France est présenté par la socialiste Marie-Pierre de la Gontrie. D'un montant de 4,52 milliards d'euros (+ 4,2 %), il se caractérise, hors dettes, par un budget de fonctionnement de 2,39 milliards d'euros (+ 7 %) et un budget d'investissement de 1,75 milliard d'euros (+ 6 %). Il ne devrait pas y avoir de hausse de la fiscalité contrairement au budget de Paris.

Faits divers
- Dans le cadre du stock de viande avariée découverte dans l'usine Covi à Cholet (Maine-et-Loire), cinq sociétés du secteur agroalimentaire dont les groupes Charal et Soviba ont été récemment mises en examen pour « tromperie aggravée »[20].
- Une importante panne technique met hors service le site de réservation et d'achats de billets de train « voyages.sncf.com ». Fin juillet le site avait déjà subi une panne de trente heures. Premier site de commerce électronique en France, il reçoit 700 000 visites par jour et 38 millions de billets y ont été vendus en 2007.

### Vendredi 21 novembre
Politique
- Le Sénat supprime l'amendement « Tapie », voté par les députés dans le cadre du projet de budget 2009, qui prévoyait de soumettre à l'impôt les indemnités pour préjudice moral de plus de 200 000 euros et qui visait directement Bernard Tapie. En juillet, un tribunal arbitral a attribué 285 millions d'euros à Bernard Tapie, dont 45 millions au titre du préjudice moral, dans le contentieux entre l'ex-homme d'affaires et le CDR, structure de cantonnement des actifs douteux du Crédit Lyonnais.

Faits divers
- Treize anciens bagagistes des sociétés Securitas ou Aviapartner, auxquelles étaient sous-traités le contrôle et le cheminement des bagages des passagers en zone réservée à l'aéroport de Nice, sont reconnus coupables des 394 vols déclarées dans les affaires des passagers, commis entre 2004 et 2006 et condamnés à des peines de prison et à du sursis.
- Affaire Sophie Toscan du Plantier (1996) : De nouveaux faits relancent la procédure judiciaire française, à la suite d'une nouvelle « plainte contre x pour subornation de témoin et faux témoignage », déposée par la famille et l'association de défense, à la suite des nouvelles affirmations d'un témoin clé de l'affaire[21].
- Affaire du berger de Castellar (1991) : Avec l'acquittement des deux principaux accusés, la justice française connaît un nouveau revers grave. Pas de témoignages, pas de preuves, pas d'aveux, investigations bâclées, l'avocat vedette Paul Lombard pourfend le dossier hybride le traitant de véritable « Yéti du droit pénal »[22].

### Samedi 22 novembre
Politique
- Parti socialiste : 
  - Martine Aubry est élue comme nouvelle première secrétaire avec 50,02 % des suffrages, soit 42 voix d'avance sur 137 116 votants. Le premier secrétaire sortant François Hollande convoque un Conseil national du PS pour tenter de dénouer la crise issue de la contestation des résultats du scrutin.
  - Ségolène Royal réclame un nouveau vote des militants car son équipe a « constaté que de multiples contestations étaient apparues ici ou là sur la régularité des opérations de vote ». Manuel Valls, un de ses lieutenants, lance des accusations de « tricherie » pour écarter sa candidate, faisant un parallèle avec l'imbroglio de l'élection présidentielle américaine en 2000 dans l'État de Floride. Selon lui, la fracture au PS « sera longue et durable » si un nouveau vote pour désigner le premier secrétaire n'est pas organisé, tout en excluant une scission du parti.
  - Selon Frédéric Lefebvre, porte-parole de l'UMP, le Parti socialiste, « affaibli et coupé en deux », a « implosé », à la suite du scrutin contesté pour désigner un nouveau premier secrétaire, « il vient de désigner, de justesse, une Premier secrétaire minoritaire déjà contestée sur qui pèse le soupçon de la fraude! » c'est un « parti affaibli et coupé en deux, avec deux camps qui ne se respectent pas... pire, qui se haïssent ! Chacun revendique la victoire. Les socialistes ont choisi d'aller vers nulle part », un nouveau vote « ne réglerait pas le problème de fond », car « ces gens là n'ont plus rien à faire ensemble ».
  - Franck Pupunat, dirigeant du courant Utopia (écologiste, altermondialiste) quitte le PS pour rejoindre le Parti de gauche que vient de créer le sénateur ex-PS Jean-Luc Mélenchon. Son courant avait recueilli 1,25 % des voix lors du congrès de Reims.
  - L'avocat Jean-Pierre Mignard, proche de Ségolène Royal, cite plusieurs contestations du scrutin allant, selon lui, dans le sens d'une victoire de sa candidate à l'élection pour le poste de 1er secrétaire du PS.

Faits divers
- 47 000 fauteuils ou canapés « allergisants » fabriqués en Chine et vendus par Conforama seraient la cause des malheurs survenus à 128 personnes souffrant de pathologies diverses : brûlures, eczéma, affections respiratoires, perte de cheveux, douleurs musculaires[23].
- Dans la nuit de vendredi à samedi, dans le département du Var, de violentes bourrasques de vents provoquent de nombreuses coupures d'électricité, qui ont touché quelque 30 000 personnes.

### Dimanche 23 novembre
Politique
- Parti socialiste : De nombreuses erreurs de comptage des voix sont découvertes (Gironde, Haut-Rhin, Moselle, Nord, Guadeloupe, Français de l'étranger...). Manuel Valls, annonce porter plainte pour Ségolène Royal, pour « faux en écriture » contre un décompte de voix de militants socialistes à Lille, bastion de Martine Aubry. En réponse, le premier secrétaire de la fédération PS du Nord, Gilles Pargneaux, proche de Martine Aubry, annonce qu'il porte plainte pour diffamation contre Manuel Valls. Joël Batteux, maire de Saint-Nazaire (Loire-Atlantique), se met en congé du parti socialiste pour « ne plus participer à la mascarade ». Huit des présidents socialistes de régions appellent à « la constitution autour de Martine Aubry d'une équipe de direction rassemblant largement les sensibilités » du PS — François Bonneau (Centre), Jean-Paul Huchon (Île-de-France), René Souchon (Auvergne), Daniel Percheron (Nord-Pas-de-Calais), Claude Gewerc (Région Picardie), Laurent Beauvais (Basse-Normandie), Martin Malvy (Midi-Pyrénées) et Alain Le Vern (Haute Normandie).
- Cantonale partielle à Pouilly-en-Auxois (Côte d'Or), le candidat UMP arrive en tête avec 35 % des suffrages face à deux candidats socialistes 32 et 29 % des voix pour remplacer le conseiller général socialiste sortant. Le candidat socialiste arrive aussi en tête dans la législative de la huitième circonscription de Gironde avec 43,77 % (UMP Marie-Hélène des Esgaulx sortant) et dans la cantonale de Dijon 5 avec 49 % (socialiste François Rebsamen sortant).
- Réélection de Patrick Lozès à la présidence du Conseil représentatif des associations noires (Cran), pour un nouveau mandat de trois ans.

Culture
- Mort de l'écrivain Jean Markale (80 ans), à Auray (Morbihan). Il était spécialiste des civilisations celtiques et de leur mythologie[24].

Faits divers
- Importantes chutes de neige dans le Nord et l'Est de la France.

### Lundi 24 novembre
Politique
- Remise du rapport de la Commission « Grands stades » au premier ministre François Fillon dans la perspective de la candidature de la France à l'Euro 2016. Selon les conclusions du rapport, « la France manque de stades modernes adaptés à l'évolution du modèle économique du sport professionnel et aux standards internationaux », et selon François Fillon, « La professionnalisation du sport et l'économie qui en découle doit inciter les investisseurs privés à se lancer dans de tels projets ».
- L'association Droit au logement est condamnée à 12 000 euros d'amende pour avoir installé du 3 octobre au 15 décembre 2007 un campement de 374 tentes abritant des mal logés, rue de la Banque à Paris (IIe). D'autre part l'association Les Enfants de Don Quichotte n'a pas été condamné à une amende mais à la confiscation des 198 tentes installées illégalement, le 15 décembre 2007 près de Notre-Dame, le long des quais de la Seine[25].
- Le groupe SMP Technologies (Taser France) est débouté par le TGI de Paris de son action en diffamation contre le porte-parole de la Ligue communiste révolutionnaire (LCR), Olivier Besancenot, qui avait affirmé que le pistolet à impulsions électriques avait provoqué des morts aux États-Unis.  Le TGI a octroyé à l'homme politique le bénéfice de la bonne foi, estimant qu'il avait « conservé à ses propos une suffisante prudence » et qu'il « participait, en sa qualité de responsable d'un parti politique [...] au débat démocratique »[26].

Économie
- Deuxième plus forte hausse de l'histoire du CAC 40 avec + 10,09 %.
- Le groupe Peugeot annonce que l'usine de Poissy (Yvelines) va fermer quatre semaines du 9 décembre au 6 janvier. Cette fermeture concerne quelque 7 000 salariés.

Régions
- Le siège de EADS, actuellement partagé entre Paris et Munich, pourrait être transféré à Toulouse.

### Mardi 25 novembre
Politique
- Parti socialiste : L'ancien Garde des sceaux Robert Badinter propose de « revoter » pour le poste de premier secrétaire, mais seulement là où il y a litige et d'instituer une « commission de sages ». Martine Aubry a remporté le scrutin avec 102 voix d'avance sur Ségolène Royal, selon le rapport de la commission de récolement. Le Conseil national de 306 membres entérine la victoire de Martine Aubry.
- Grève de 24 heures contre les menaces que font peser sur le secteur le projet de loi sur l'audiovisuel public, menée par l'intersyndicale (SNRT-CGT, CFDT, CFTC, FO, SNJ, Sud, CSA, SITR, SRCTA et SNJ-CGT) de la télévision et de la radio publiques. 14,80 % de grévistes à Radio France.
- Le haut commissaire aux Solidarités actives, Martin Hirsch, présente au gouvernement « 15 propositions pour lutter contre la pauvreté ».
- La voiture de service banalisée du chef de la police judiciaire d'Ajaccio a été détruite par un attentat sur le parking d'une résidence.
- L'Unesco met en cause la France dans son aide à l'éducation dans les pays pauvres. Sur les 1,5 milliard d'euros alloués en 2006, seuls 17 % seraient réellement consacrés à la formation d'enseignants ou à l'équipement d'écoles sur place. Le reste des fonds bénéficierait en fait aux universités françaises sous forme de bourses d'études.
- Bruno Gollnisch, considéré comme le principal adversaire de Marine Le Pen dans la course à la succession à la tête du mouvement, avait présenté sa démission au bureau politique du Front national; il est confirmé dans ses fonctions.

Économie
- Selon l'OCDE, la France devrait entrer dans la récession en 2009 à cause de la crise financière internationale, avec un PIB en recul à - 0,4 %, une croissance à 0,9 %, un taux de chômage à 8,2 % et un déficit public à 3,7 %.
- Toyota France annonce la fermeture pour trois semaines de son usine d'Onnaing (département du Nord), qui a produit plus de 1,5 million de Yaris depuis son ouverture le 31 janvier 2001, et une baisse de 20 % de sa production. L'usine emploie 4 000 salariés, mais 450 intérimaires sur 750 devront partir.
- Le groupe Danone annonce avoir levé 1 milliard d'euros en obligation de 6,375 % jusqu'à fin 2013 auprès d'investisseurs professionnels avec une couverture de 4 milliards.

Faits divers
- Affaire Michel Fourniret : Deux nouveaux crimes jamais élucidés de jeunes femmes disparues en 1988 et 1990, pourraient être liés à l'assassin en série Michel Fourniret[27].
- Affaire Antonio Ferrara : Le procès met en lumière les nombreux ratés de l'enquête policière avec une nouvelle révélation[28].

### Mercredi 26 novembre
Politique
- Deux sénateurs socialistes, Jean-Luc Mélenchon et François Autain, ont adhéré au groupe communiste des sénateurs, qui désormais s'intitule « Groupe Communiste, Républicain, Citoyen et des sénateurs du Parti de gauche » (CRC-SPG).
- Le premier ministre de Chine reporte le sommet avec l'Union-européenne et le sommet France-Chine (2 décembre à Paris), en raison de la rencontre prévue entre le président Nicolas Sarkozy et le dalaï lama, le 6 décembre à Gdansk (Pologne)[29],[30].
- La première secrétaire du PS, Martine Aubry demande au premier ministre une amnistie en faveur de l'association Droit au logement (DAL), condamnée lundi à 12 000 euros d'amende pour avoir monté des tentes dans la rue à Paris, estimant qu'après la mort en un mois de quatre SDF, « cette condamnation sonne comme une indécente provocation [...] aucun gouvernement n'avait jusqu'ici cherché à pénaliser son action et à mettre en péril sa survie financière [...] Comment en effet assimiler la distribution de tentes à des SDF à l'abandon d'objets embarrassant la voie publique sans nécessité? ».
- L'Assemblée nationale a voté le texte de compromis établi en commission mixte paritaire (CMP) sur le projet de budget de la Sécurité sociale pour 2009. Le texte revoit à la hausse le déficit de la Sécurité sociale : 10,5 milliards en 2009, contre 8,6 milliards prévus. Le gouvernement a par ailleurs renoncé à son objectif de retour à l'équilibre d'ici 2012 du régime général. Parmi les mesures, une majoration de 11 % de la pension de réversion pour les plus de 65 ans dont la retraite totale n'excède pas 800 euros par mois.
- Des manifestants d'associations prennent à partie et malmènent le Haut commissaire aux Solidarités actives contre la pauvreté, Martin Hirsch[31],[32].

Économie
- Le chômage repasse au-dessus des deux millions, avec 45 000 de plus pour le mois d'octobre. La présidente du Medef, Laurence Parisot, déclare  qu'elle n'était "pas hostile" à une augmentation des indemnités versées en cas de chômage technique (chômage partiel).

Régions
- La mairie du Havre annonce un plan « Grenelle » de l'environnement s'appliquant aux territoires qui bordent l'estuaire de la Seine, de Fécamp (Seine-Maritime) à Cabourg (Calvados), concernant 600 000 habitants vivant dans 450 communes réparties sur trois départements (Seine-Maritime, Eure et Calvados) et deux régions (Haute et Basse Normandie). Les thèmes abordés concerneront l'énergie, les déchets, la mobilité, la santé ou la biodiversité.

Culture
- Décès du producteur de cinéma, Christian Fechner (64 ans). Parmi les films produits, Papy fait de la résistance, la série des Bronzés, Camille Claudel et Les Enfants du marais[33].

Faits divers
- Affaire Antonio Ferrara : L'avocat Karim Achoui est malmené par la déposition de son ex-épouse[34].
- L'ancien vice-président d'EADS Jean-Louis Gergorin et l'informaticien Imad Lahoud sont placés en garde à vue et entendu comme témoin aujourd'hui par la police dans le cadre d'une enquête judiciaire ouverte en février 2007 pour "escroquerie, faux et abus de confiance" aux dépens d'EADS[35].
- Condamnation en appel du groupe Carrefour à 750 000 euros d'amende pour une série de publicités mensongères réalisées entre 2003 et 2005[36].

### Jeudi 27 novembre
Politique
- Gouvernement :
  - Le gouvernement français  écarte le projet d'héberger de force les sans-abris par grand froid, une idée lancée par la ministre du Logement, Christine Boutin. « Il n'est pas question d'obliger les SDF à rejoindre les hébergements d'urgence », a déclaré le premier ministre François Fillon.
  - Le gouvernement annonce le retrait définitif du service opérationnel des obus de 155 mm à grenades (OGR), une arme visée par la convention sur les armes à sous-munitions (ASM) qui en dispersant des engins explosifs sur de vastes zones à partir d'un obus ou d'une bombe principale, frappent avant tout les populations civiles, en particulier les enfants.

- Parlement :
  - Le projet de loi généralisant le Revenu de solidarité active (RSA) est définitivement arrêté après un dernier vote du Sénat. L'UMP, les centristes et les radicaux de gauche ont voté pour. Le PS s'est abstenu. Les communistes ont voté contre.
  - 58 députés de l'UMP et du Nouveau centre prennent position contre le projet de loi montent en ligne contre la libéralisation du travail du dimanche dans un texte intitulé « Le travail du dimanche, une mauvaise idée ».

- Le président Nicolas Sarkozy, devant le 91e congrès de l'Association des maires de France, propose que la réforme de l'organisation des collectivités territoriales commence par « un mouvement expérimental et volontaire de fusion » des collectivités. Il envisage aussi de prendre des mesures coercitives lorsque le refus du SMA des mairies est motivé par un « acte militant » tout en évoquant la possibilité d'un assouplissement de la loi, disant comprendre « parfaitement le sentiment d'injustice que peut avoir un maire traîné devant le tribunal administratif par son préfet parce qu'il a peu de moyens, qu'il a fait son possible » pour mettre en place le droit d'accueil.

- Parti socialiste : 
  - La première secrétaire du PS, Martine Aubry, réagit à la hausse du chômage (+46 900 personnes en octobre) en dénonçant la politique économique « injuste et inefficace » de Nicolas Sarkozy et appelé à une relance, notamment par un plan de 300 000 logements sociaux.
  - Deux autres députés socialistes, Jacques Desallangre et François Autain, rejoignent le nouveau Parti de gauche de Jean-Luc Mélenchon et Marc Dolez.
- Carla Bruni-Sarkozy va s'engager dans la lutte contre le sida en devenant ambassadrice mondiale pour la protection des mères et des enfants contre le sida.

Régions
- Le département de Guyane est bloqué par de nombreux barrages routiers érigés pour protester contre le prix des carburants à la pompe : 1,77 euro pour l'essence et 1,55 euro le gazole. Les protestataires réclament une baisse de 50 centimes sur les carburants. Le président de la Chambre de commerce et d'industrie de la Guyane (CCIG) Jean-Paul Le Pelletier annonce la fermeture du port de commerce et de l'aéroport international de Rochambeau. Le secrétaire d'État à l'Outremer Yves Jégo annonce une baisse de 30 centimes des prix des carburants dès le 1er décembre, mais les protestataires exigent toujours une baisse de 50 centimes.

Faits divers
- Environ 600 agriculteurs (producteurs laitiers, éleveurs porcins et légumiers), ont investi dans cette nuit une plate-forme d'approvisionnement du groupe Leclerc à Landerneau (Finistère), berceau de la famille Leclerc, et une autre dans la périphérie de Brest.
- Affaire du sang contaminé : L'ex-ministre socialiste de la Santé de 1988 à 1991, Claude Évin (PS) est renvoyé en correctionnelle. Il est soupçonné d'avoir indirectement exercé des pressions sur la famille d'une victime de l'affaire du sang contaminé pour qu'elle retire sa plainte devant la CJR.
- Un Airbus A320 s'est abîmé dans la mer Méditerranée au large de la station balnéaire de Saint-Cyprien (Pyrénées-Orientales) avec sept personnes à bord — 2 Allemands et 5 Néo-Zélandais (un pilote, trois ingénieurs et un représentant de l'aviation civile) — au cours d'un vol d'entraînement, l'avion s'était envolé de l'aéroport de Perpignan.
- Affaire de l'assassinat du fils du président tchadien Idriss Déby Itno : Cinq suspects sont arrêtés dont un en Roumanie et les autres à Paris. Selon l'avocat de la famille, « la thèse de l'assassinat politique serait exclue par les enquêteurs qui privilégient la thèse du crime crapuleux ».

Société
- L'Institut national de l'audiovisuel (INA), propose désormais des DVD, dont les acheteurs pourront composer eux-mêmes le menu à partir des archives de l'Institut, soit en demandant l'intégrale d'une émission ou d'une œuvre, soit en compilant leurs séquences préférées[37].

### Vendredi 28 novembre
Politique
- La CFTC demande que tous les salariés qui travaillent le dimanche « soient payés double », ce qui « n'est pas le cas actuellement » ni ce que prévoit, pour l'avenir, la proposition de loi du député UMP Richard Mallié.
- Le porte-parole de l'UMP, Frédéric Lefebvre, estime que Martine Aubry, première secrétaire du PS, est « totalement disqualifiée » pour « donner de grandes leçons » sur l'emploi : « Quand on est responsable, comme elle, du retard pris par notre pays sur le plan économique avec le boulet des 35 heures, la décence serait de ne pas faire de grands moulinets à l'annonce des chiffres du chômage directement impactés par la crise financière internationale ».
- L'ancien secrétaire général du Parti communiste français Robert Hue donne sa démission du Conseil national, affirmant que son geste était une « rupture » avec un parti « qui n'est plus réformable ».
- Le premier ministre français François Fillon est en visite officielle au château de Lucens(canton de Vaud) pour une journée de travail avec le président de la Confédération suisse Pascal Couchepin et les ministres Moritz Leuenberger et Micheline Calmy-Rey. Il estime en substance que la Suisse n'est pas un paradis fiscal, mais qu'elle doit faire preuve de plus de transparence, la France qui mène une action résolue contre tous les espaces non régulés, est prête à accélérer la coopération bilatérale en matière de lutte anti-fraude. Le secret bancaire doit être appliqué de façon raisonnable, de manière qu'il n'y ait pas d'obstruction à la coopération et à l'entraide judiciaire. À la suite de la crise financière, l'Allemagne et d'autres pays de l'UE ont exercé de nouvelles pressions sur la Suisse en matière de secret bancaire. Selon Pascal Couchepin, la Suisse est prête à renégocier l'accord sur la fiscalité de l'épargne, mais pas avant que l'Union européenne n'ait adopté une position commune en son sein.
- Le président Nicolas Sarkozy veut que « les prix de l'immobilier baissent » estimant que les prix de ce secteur ont atteint en France « le plus haut niveau par rapport aux revenus des ménages depuis quarante ans » ce qui selon lui « ne peut pas être sans conséquence, on se préparait à une crise latente » : « Nous allons faire plus pour le logement mais je ne veux pas que cela serve à maintenir les prix hauts. Ce que nous voulons, c'est que les prix baissent pour que ça reparte. C'est ça, l'économie de marché ». Des mesures d'aide seront prises car « le secteur de la construction représente un million et demi d'emplois [...] Quand on arrête les programmes [de construction], le bâtiment arrête l'intérim, commence avec le chômage partiel. Puis arrive le chômage tout court ».

Régions
- L'usine Salomon de Rumilly (Haute-Savoie), appartenant au groupe finlandais Amer Sports, a fabriqué sa dernière paire de ski. La fin de cette production, désormais délocalisée, a conduit à la suppression de 284 postes, dont 250 à Rumilly et 34 à Annecy, où se trouve le siège de Salomon.
- Nouveau cas de fièvre catarrhale ovine dite « maladie de la langue bleue » dans un troupeau de vaches de Saint-Rémy-de-Provence. Deux autres foyers de fièvre catarrhale avaient été repérés en octobre dans les départements voisins du Vaucluse et des Alpes-de-Haute-Provence.

Faits divers
- Le tueur en série, Jean-Paul Leconte est condamné par la cour d'assises de la Somme à la réclusion criminelle à perpétuité pour le meurtre de Christelle Dubuisson, 18 ans, en août 2002 près d'Amiens. Il y a 20 mois il avait été condamné en appel à la même peine pour un autre meurtre de femme.
- Un Eurostar est resté bloqué plusieurs heures dans le tunnel à 20 km de la sortie, sous la Manche avec 530 passagers à bord, provoquant d'importants retards sur le trafic ferroviaire transmanche.
- Affaire du sabotage des lignes ferroviaires : Une cinquantaine de militants de l'extrême gauche présents à l'intérieur du Palais de justice de Paris, pour soutenir la demande de remise en liberté de quatre personnes soupçonnées d'avoir saboté des lignes SNCF, engendre un début de mouvement de protestation. Ils sont expulsés par les services de sécurité, gendarmes et CRS, présents sur les lieux. Trente d'entre eux ont été conduits au commissariat du XVIIIe arrondissement pour vérification d'identité.
- L'ancien directeur de la publication de Libération, Vittorio de Filippis, a été interpellé à son domicile et mis en examen pour « diffamation publique envers un particulier », à la suite d'une plainte déposée par le fondateur du fournisseur d'accès internet Free, Xavier Niel, après la parution en 2006 d'un article publié sur le site internet de Libération faisant état de ses démêlés judiciaires[38],[39].
- Selon la police, le nombre de braquage de petits commerces — supérettes, tabacs, débits de boisson, stations-service, hôtels, restaurants, bijouteries — est en forte hausse, en moyenne 12 par jour au mois d'octobre et 3 246 lors des 12 derniers mois dont la moitié en Île-de-France. Ils sont réalisés dans la plupart des cas par des « jeunes » en scooter de petite cylindrée[40].

### Samedi 29 novembre
Politique
- Parti socialiste : Deuxième rencontre entre Martine Aubry et Ségolène Royal au siège du PS, rue Solférino. Cette dernière était accompagnée par Vincent Peillon, Jean-Noël Guérini et François Rebsamen. Ils ont déclaré être « totalement disponibles » pour « une éventuelle participation à la direction du PS ».
- La Gauche moderne : le parti de Jean-Marie Bockel réunit son congrès fondateur à Suresnes, dans les Hauts-de-Seine. Le premier ministre François Fillon y a défendu la poursuite de l'ouverture à gauche de la majorité présidentielle : « Tout milite pour que cette ouverture soit poursuivie, parce que le durcissement de l'opposition désarçonne beaucoup d'hommes et de femmes de gauche qui cherchent autre chose qu'un affrontement stérile, et c'est la raison pour laquelle nous devons rester ouverts et rassembleurs ». Selon lui, le PS ne vit pas aujourd'hui « seulement une bataille de personnes », mais « en réalité une bataille pour savoir quelle doit être la ligne politique » [...] « Je souhaite que la Gauche moderne rassemble tous ces Français de gauche éloignés et las des querelles subalternes et dépassées ».
- Parti de gauche : La nouvelle formation politique créée par Jean-Luc Mélenchon et Marc Dolez tient son meeting de lancement dans le gymnase de L'Île-Saint-Denis devant quelque mille personnes et en présence de quelques personnalités dont l'ancien ministre socialiste Pierre Joxe, la féministe Clémentine Autain, l'économiste Jacques Généreux, l'ambassadrice de Bolivie en France Luzmila Carpio, qui a lu une lettre du président Evo Morales et l'ancien ministre allemand Oskar Lafontaine, fondateur de Die Linke.
- Le secrétaire général de l'UMP, Patrick Devedjian, devant des nouveaux adhérents de l'UMP réunis salle Gaveau à Paris, a jugé le PS « au bord de l'implosion », ce qu'il trouve « dangereux pour la démocratie » : « Il n'est pas sain que le premier parti d'opposition soit au bord de l'implosion, uniquement pour une querelle de personnes. Il n'est pas sain que le premier parti d'opposition soit totalement absent du débat d'idées, [...] c'est dangereux pour la démocratie, car cela fait le jeu des extrêmes, [...] c'est dangereux pour nous aussi : car à ne pas avoir d'adversaire crédible, nous pourrions être tentés de nous endormir sur nos lauriers, et nous aurions tort [...] Je veux que les malheurs du PS nous servent de leçon », réaffirmant que l'idée de courants à l'UMP était « une erreur », car « tôt ou tard, les courants se transforment en écuries présidentielles »[41].

Régions
- À Bergerac (sud-ouest de la France), début d'un week-end de vente aux enchères de quelque 1 200 objets d'Art africain traditionnel dont une grande majorité en provenance du Congo démocratique et ayant appartenu à l'ancien président Mobutu, à son conseiller et à son médecin.

### Dimanche 30 novembre
Politique
- Le président du groupe UMP à l'Assemblée Jean-François Copé, estime que le plan de relance de l'économie doit s'accompagner d'« économies nouvelles » : « Si on s'engage vers un programme d'investissement important, [...] alors en contrepartie, il faut qu'on soit capable de faire d'authentiques économies [...] il faut que ce soit un plan courageux, qui aborde vraiment, ce qui n'a pas été fait depuis des années, aussi bien en dépenses nouvelles qu'en économies nouvelles ».

Culture
- Décès de la romancière française d'origine belge Béatrix Beck (94 ans), prix Goncourt 1952 pour Léon Morin prêtre.
- La ministre de la Culture et de la communication Christine Albanel, dans un entretien accordé au Journal du dimanche, déclare qu'elle ne veut pas de télé-réalité sur les chaînes de France Télévisions et qu'elle est opposée à la taxation des ordinateurs et des sites vidéo.

Régions
- La RATP prévoit un investissement de 1,128 milliard d'euros pour 2009, incluant  la modernisation de la ligne 1, la livraison de 21 rames pour la ligne 2, l'amélioration de la régularité sur la ligne A du RER, le système Ouragan de supervision des métros sur les lignes 3, 5, 13 et 12, les prolongements des lignes 4, 12 et 8 de métro et la création de lignes de tramways et de bus en site propre.